# Gabriel Jesus
Gabriel Fernando de Jesus eller bare Gabriel Jesus (født 3. april 1997 i São Paulo, Brasilien), er en brasiliansk fodboldspiller (angriber). Han spiller for den engelske Premier League-klub Arsenal FC, som han har været tilknyttet siden 2022. Her skiftede han til fra Manchester City.

## Klubkarriere
Jesus startede sin karriere hos Palmeiras i fødebyen São Paulo, hvor han spillede både på ungdomsniveau og i de første år af sin seniorkarriere. Her var han med til at vinde både det brasilianske mesterskab og pokalturneringen Copa do Brasil.
I januar 2017 skiftede Jesus til den engelske Premier League-klub Manchester City for en pris på hele 27 millioner britiske pund. Han debuterede for klubben 21. januar 2017 i en Premier League-kamp mod Tottenham. Han vandt i 2018 både det engelske mesterskab og Liga Cuppen med klubben.
Jesus har pr.  december 2022 spillet 59 kampe og scoret 19 mål for Brasiliens landshold. Han debuterede for holdet 1. september 2016 i en VM-kvalifikationskamp på udebane mod Ecuador. Forinden havde han med et særligt udvalgt OL-landshold været med til at vinde guld ved OL 2016 på hjemmebane. Jesus var en del af den brasilianske trup til VM 2018 i Rusland og VM 2022 i Qatar.